# NGC 1012
NGC 1012 è una galassia a spirale situata nella costellazione dell'Ariete, a una distanza di circa 37 milioni di anni luce dalla nostra Via Lattea.

## Scoperta
La galassia è stata scoperta l'11 settembre 1784 dall'astronomo britannico di origine tedesca William Herschel.

## Descrizione
Nei vari cataloghi, NGC 1012 veniva normalmente descritta come galassia lenticolare, ma le recenti immagini ottenute nel corso dell'indagine SDSS indicano che si tratta di una galassia a spirale.
NGC 1012 presenta una larga riga a 21 cm dell'idrogeno neutro.

## Gruppo di NGC 1012
NGC 1012 è la più luminosa di un terzetto di galassie che porta il suo nome. Le altre due galassie del Gruppo di NGC 1012 sono UGC 2017 e UGC 2053.